# ドミニカン・サマーリーグ
ドミニカン・サマーリーグ（Dominican Summer League）は、ドミニカ共和国で開催されているMLB傘下のマイナーリーグの一つ。レベルは最下級のルーキー級に分類される。略称はDSL。

## 概要
1985年設立。2025年現在は50チームが8地区に分かれて、6月初旬から8月下旬まで72試合のリーグ戦を行っている。
当リーグの所属チームは、A級以上のマイナーリーグのチームとは異なりMLB球団が直接保有しており、複数のチームを保有するMLB球団も存在する。また1990年代には広島東洋カープのカープアカデミーも参加しており、1993年と1994年に連続地区優勝を果たし、1995年にはアルフォンソ・ソリアーノを擁してリーグ優勝も果たしている。
2015年のベネズエラン・サマーリーグ解散後は、ラテンアメリカで開催される唯一のルーキーリーグであり、MLB球団と契約して間もない主に17～22歳の選手が参加する。ここでふるいに掛けられ、好成績を残した選手はアメリカ国内のルーキーリーグ（アリゾナ・コンプレックスリーグ、フロリダ・コンプレックスリーグ）に進み、その後はA級以上のマイナーリーグに昇格してプレーすることになる。

## 加盟チーム
| 地区 | チーム                                                                                         | 提携先MLBチーム                | 本拠地                                         |
| ---- | ---------------------------------------------------------------------------------------------- | ------------------------------ | ---------------------------------------------- |
| 中   | ドミニカン・サマーリーグ・ブルワーズ・ゴールド Dominican Summer League Brewers Gold            | ミルウォーキー・ブルワーズ     | ミルウォーキー・ブルワーズ・コンプレックス     |
| 中   | ドミニカン・サマーリーグ・カブス・ブルー Dominican Summer League Cubs Blue                     | シカゴ・カブス                 | シカゴ・カブス・アカデミー                     |
| 中   | ドミニカン・サマーリーグ・ガーディアンズ・ゴリル Dominican Summer League Guardians Goryl       | クリーブランド・ガーディアンズ | クリーブランド・ガーディアンズ・コンプレックス |
| 中   | ドミニカン・サマーリーグ・オリオールズ・オレンジ Dominican Summer League Orioles Orange        | ボルチモア・オリオールズ       | ボルチモア・オリオールズ・コンプレックス       |
| 中   | ドミニカン・サマーリーグ・パイレーツ・ゴールド Dominican Summer League Pirates Gold            | ピッツバーグ・パイレーツ       | ピッツバーグ・パイレーツ・アカデミー           |
| 中   | ドミニカン・サマーリーグ・ロホス Dominican Summer League Rojos                                 | シンシナティ・レッズ           | シンシナティ・レッズ・コンプレックス           |
| 東   | ドミニカン・サマーリーグ・マイアミ Dominican Summer League Miami                               | マイアミ・マーリンズ           | マイアミ・マーリンズ・アカデミー               |
| 東   | ドミニカン・サマーリーグ・NYYヤンキース Dominican Summer League NYY Yankees                    | ニューヨーク・ヤンキース       | ニューヨーク・ヤンキース・コンプレックス       |
| 東   | ドミニカン・サマーリーグ・フィリーズ・ホワイト Dominican Summer League Phillies White          | フィラデルフィア・フィリーズ   | フィラデルフィア・フィリーズ・アカデミー       |
| 東   | ドミニカン・サマーリーグ・ロッキーズ Dominican Summer League Rockies                           | コロラド・ロッキーズ           | ロッキーズ・オブ・コロラド・アカデミー         |
| 東   | ドミニカン・サマーリーグ・タイガース 2 Dominican Summer League Tigers 2                        | デトロイト・タイガース         | デトロイト・タイガース・ファシリティ           |
| 東   | ドミニカン・サマーリーグ・ツインズ Dominican Summer League Twins                               | ミネソタ・ツインズ             | ミネソタ・ツインズ・コンプレックス             |
| 北   | ドミニカン・サマーリーグ・アストロズ・オレンジ Dominican Summer League Astros Orange           | ヒューストン・アストロズ       | ヒューストン・アストロズ・コンプレックス       |
| 北   | ドミニカン・サマーリーグ・ブレーブス Dominican Summer League Braves                            | アトランタ・ブレーブス         | アトランタ・ブレーブス・アカデミー             |
| 北   | ドミニカン・サマーリーグ・レイズ Dominican Summer League Rays                                  | タンパベイ・レイズ             | タンパベイ・レイズ・アカデミー                 |
| 北   | ドミニカン・サマーリーグ・ドジャース・バティスタ Dominican Summer League Dodgers Bautista      | ロサンゼルス・ドジャース       | ラス・パルマス・コンプレックス                 |
| 北   | ドミニカン・サマーリーグ・レッドソックス・ブルー Dominican Summer League Red Sox Blue          | ボストン・レッドソックス       | ボストン・レッドソックス・アカデミー           |
| 北   | ドミニカン・サマーリーグ・ロイヤルズ・フォルトゥナ Dominican Summer League Royals Fortuna      | カンザスシティ・ロイヤルズ     | カンザスシティ・ロイヤルズ・コンプレックス     |
| 北西 | ドミニカン・サマーリーグ・ブルワーズ・ブルー Dominican Summer League Brewers Blue              | ミルウォーキー・ブルワーズ     | ミルウォーキー・ブルワーズ・コンプレックス     |
| 北西 | ドミニカン・サマーリーグ・ドジャース・メガ Dominican Summer League Dodgers Mega                | ロサンゼルス・ドジャース       | ラス・パルマズ・コンプレックス                 |
| 北西 | ドミニカン・サマーリーグ・ガーディアンズ・メンドーサ Dominican Summer League Guardians Mendoza | クリーブランド・ガーディアンズ | クリーブランド・ガーディアンズ・コンプレックス |
| 北西 | ドミニカン・サマーリーグ・パドレス・ゴールド Dominican Summer League Padres Gold               | サンディエゴ・パドレス         | サンディエゴ・パドレス・アカデミー             |
| 北西 | ドミニカン・サマーリーグ・レッドソックス・レッド Dominican Summer League Red Sox Red           | ボストン・レッドソックス       | ボストン・レッドソックス・アカデミー           |
| 北西 | ドミニカン・サマーリーグ・タンパベイ Dominican Summer League Tanpa Bay                         | タンパベイ・レイズ             | タンパベイ・レイズ・アカデミー                 |
| 南   | ドミニカン・サマーリーグ・エンゼルス Dominican Summer League Angels                            | ロサンゼルス・エンゼルス       | ロサンゼルス・エンゼルス・コンプレックス       |
| 南   | ドミニカン・サマーリーグ・アリゾナ・レッド Dominican Summer League Arizona Red                 | アリゾナ・ダイヤモンドバックス | アリゾナ・ダイヤモンドバックスAZPB             |
| 南   | ドミニカン・サマーリーグ・ブルージェイズ・レッド Dominican Summer League Blue Jays Red         | トロント・ブルージェイズ       | トロント・ブルージェイズ・コンプレックス       |
| 南   | ドミニカン・サマーリーグ・ジャイアンツ・ブラック Dominican Summer League Giants Black          | サンフランシスコ・ジャイアンツ | フェリペ・ロハス・アルー・コンプレックス       |
| 南   | ドミニカン・サマーリーグ・メッツ・オレンジ Dominican Summer League Mets Orange                 | ニューヨーク・メッツ           | ニューヨーク・メッツ・コンプレックス           |
| 南   | ドミニカン・サマーリーグ・ナショナルズ Dominican Summer League Nationals                       | ワシントン・ナショナルズ       | ナショナルズ・コンプレックス・ドミニカン       |
| 南   | ドミニカン・サマーリーグ・タイガース 1 Dominican Summer League Tigers 1                        | デトロイト・タイガース         | デトロイト・タイガース・ファシリティ           |
| 南東 | ドミニカン・サマーリーグ・カージナルス Dominican Summer League Cardinals                       | セントルイス・カージナルス     | セントルイス・カージナルス・アカデミー         |
| 南東 | ドミニカン・サマーリーグ・コロラド Dominican Summer League Colorado                            | コロラド・ロッキーズ           | ロッキーズ・オブ・コロラド・アカデミー         |
| 南東 | ドミニカン・サマーリーグ・マーリンズ Dominican Summer League Marlins                           | マイアミ・マーリンズ           | マイアミ・マーリンズ・アカデミー               |
| 南東 | ドミニカン・サマーリーグ・NYYボンバーズ Dominican Summer League NYY Bombers                    | ニューヨーク・ヤンキース       | ニューヨーク・ヤンキース・コンプレックス       |
| 南東 | ドミニカン・サマーリーグ・フィリーズ・レッド Dominican Summer League Phillies Red              | フィラデルフィア・フィリーズ   | フィラデルフィア・フィリーズ・アカデミー       |
| 南東 | ドミニカン・サマーリーグ・レンジャーズ・ブルー Dominican Summer League Rangers Blue            | テキサス・レンジャーズ         | テキサス・レンジャーズ・アカデミー             |
| 南西 | ドミニカン・サマーリーグ・アリゾナ・ブラック Dominican Summer League Arizona Black             | アリゾナ・ダイヤモンドバックス | アリゾナ・ダイヤモンドバックスAZPB             |
| 南西 | ドミニカン・サマーリーグ・ブルージェイズ・ブルー Dominican Summer League Blue Jays Blue        | トロント・ブルージェイズ       | トロント・ブルージェイズ・コンプレックス       |
| 南西 | ドミニカン・サマーリーグ・カブス・レッド Dominican Summer League Cubs Red                      | シカゴ・カブス                 | シカゴ・カブス・アカデミー                     |
| 南西 | ドミニカン・サマーリーグ・ジャイアンツ・オレンジ Dominican Summer League Giants Orange         | サンフランシスコ・ジャイアンツ | フェリペ・アルー・アカデミー                   |
| 南西 | ドミニカン・サマーリーグ・マリナーズ Dominican Summer League Mariners                          | シアトル・マリナーズ           | シアトル・マリナーズ・アカデミー               |
| 南西 | ドミニカン・サマーリーグ・パイレーツ・ブラック Dominican Summer League Pirates Black           | ピッツバーグ・パイレーツ       | ピッツバーグ・パイレーツ・アカデミー           |
| 南西 | ドミニカン・サマーリーグ・ホワイトソックス Dominican Summer League White Sox                   | シカゴ・ホワイトソックス       | ホワイトソックス・コンプレックス               |
| 西   | ドミニカン・サマーリーグ・アストロズ・ブルー Dominican Summer League Astros Blue               | ヒューストン・アストロズ       | ヒューストン・アストロズ・コンプレックス       |
| 西   | ドミニカン・サマーリーグ・アスレチックス Dominican Summer League Athletics                     | アスレチックス                 | アスレチックス・アカデミー                     |
| 西   | ドミニカン・サマーリーグ・オリオールズ・ブラック Dominican Summer League Orioles Black         | ボルチモア・オリオールズ       | ベースボール・シティ・コンプレックス           |
| 西   | ドミニカン・サマーリーグ・パドレス・ブラウン Dominican Summer League Padres Brown              | サンディエゴ・パドレス         | サンディエゴ・パドレス・アカデミー             |
| 西   | ドミニカン・サマーリーグ・レッズ Dominican Summer League Reds                                  | シンシナティ・レッズ           | シンシナティ・レッズ・コンプレックス           |
| 西   | ドミニカン・サマーリーグ・ロイヤルズ・ベンチュラ Dominican Summer League Royals Ventura        | カンザスシティ・ロイヤルズ     | カンザスシティ・ロイヤルズ・コンプレックス     |